# Caxarias
Caxarias es una freguesia portuguesa del concelho de Ourém, con 20,25 km² de superficie y 2.234 habitantes (2001). Su densidad de población es de 110,3 hab/km².